# Markus Höttinger
Markus Höttinger (ur. 28 maja 1956 roku w Neunkirchen, zm. 13 kwietnia 1980 roku w Heidelbergu) – austriacki kierowca wyścigowy.

## Kariera
Höttinger rozpoczął karierę w międzynarodowych wyścigach samochodowych w 1977 roku od startów w Renault 5 Eurocup. Z dorobkiem dwóch punktów uplasował się tam na 23 pozycji w klasyfikacji generalnej. W późniejszych latach pojawiał się także w stawce Europejskiej Formuły 3, German Racing Championship, Europejskiej Formuły 2 oraz Procar BMW M1.
W Europejskiej Formule 2 Austriak startował w latach 1979-1980. Jednak w żadnym z siedmiu wyścigów, w których wystartował, nie zdołał zdobyć punktów. W 1979 roku został sklasyfikowany na 23 miejscu w końcowej klasyfikacji kierowców, a rok później nie był klasyfikowany.

## Śmierć
Markus Höttinger zginął podczas wyścigu trzeciej rundy Europejskiej Formuły 3 na torze Hockenheimring w sezonie 1980. Podczas trzeciego okrążenia koło, które odpadło z bolidu Dereka Warwicka uderzyło Austriaka w głowę. Zginął na miejscu.